# Rivolta degli animali

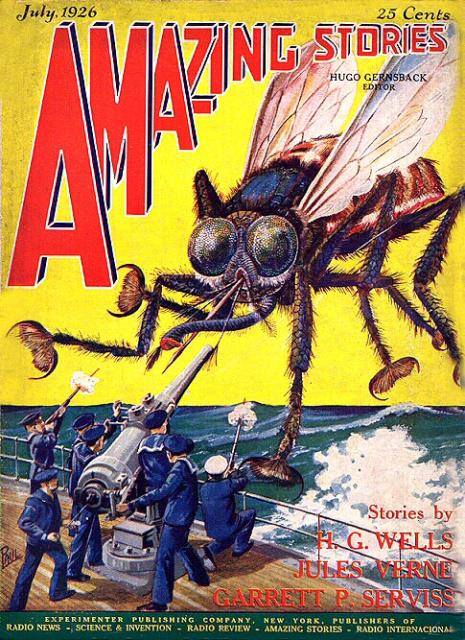
Copertina della rivista Amazing Stories (Luglio 1926, vol. 1, n. 4)

Con il termine rivolta degli animali si definisce un filone della fantascienza e dell'orrore che ha come protagonisti gli animali che si ribellano al dominio umano con esiti catastrofici.

## Storia
Il primo esempio di romanzo nel quale gli animali sono protagonisti di una ribellione è The Terror dello scrittore inglese Arthur Machen del 1917: contagiati dall'odio sviluppato nella prima guerra mondiale, gli animali si rivoltano contro i loro padroni. Altro esempio successivo è I gatti di Ulthar di Howard Phillips Lovecraft, cui farà seguito il racconto di Daphne du Maurier, pubblicato nel 1953 Gli uccelli (The Birds), da cui sarà tratto l'omonimo film del 1963 diretto da Alfred Hitchcock.
Dal punto di vista cinematografico, il primo esempio del filone è rappresentato dal film statunitense Furia bianca (Naked Jungle 1953), seguito da The Beast with a Million Eyes del 1955. Bisognerà attendere il 1963 per vedere sul grande schermo il film che rappresenterà l'eponimo del genere, ossia il già citato Gli uccelli di Alfred Hitchcock.
Nella finzione spesso gli animali diventano pericolosi a causa di mutazioni indotte dall'uomo, reiterando in tal modo le tematiche ecologiste; pochi sono gli animali mutanti che sfuggono all'interesse della fantascienza e infatti abbiamo i conigli nel film del 1972 La notte della lunga paura, incattiviti a causa degli effetti dei pesticidi, le  rane del film Frogs (1972), le formiche del film Fase IV: distruzione Terra, gli scarafaggi infuocati del romanzo La piaga Efesto dello scrittore Thomas Page del 1973 (trasposto nel film Bug - Insetto di fuoco due anni più tardi), i vermi del film I carnivori venuti dalla savana del 1976, i cani del film Dogs (1977), i piraña dell'omonimo film di Joe Dante del 1978, le api del film Bees: lo sciame che uccide del 1978, gli squali del franchise Lo squalo, i topi assassini di Londra del romanzo di Frank Herbert trasposto nel film Occhi nella notte, le orrende lumache del romanzo di Shaun Hutson Slugs, trasposto nel film del 1988 Slugs - Vortice d'orrore diretto da Juan Piquer Simon e le zecche del film Skeeter del 1993 diretto da Clark Brandon.
Il termine inglese eco-horror viene a volte utilizzato in campo cinematografico per raggruppare quei film catastrofici nei quali elementi naturali, in genere piante o animali, sfuggono al controllo dell'uomo ribellandosi ad esso, anche se spesso le tematiche ecologiste non sono nient'altro che un pretesto narrativo di poco conto.

## Struttura
Diverse sono le chiavi di lettura delle opere appartenenti al filone che, lanciando generici messaggi ecologici nascosti tra le trame delle soluzioni narrative maggiormente spettacolari, alludono allo squilibrio dell'armonia naturale dell'ambiente e hanno il loro apice nel totale sovvertimento dei ruoli tra animali ed essere umano. Spesso l'intento rivoluzionario della narrazione si risolve in apologie reazionarie: il comportamento dell'animale o degli animali, nella loro rivolta contro l'Uomo, si allontana presto dal messaggio ecologista mettendo in atto atteggiamenti parimenti negativi: le formiche di Fase IV: distruzione Terra (Phase IV, 1974) di Saul Bass sviluppano una società votata alla cieca obbedienza, mentre l'Orca del film L'orca assassina (Orca: The Killer Whale, 1977) agisce come un "giustiziere".
Le opere appartenenti al filone tendono a replicare la stessa struttura narrativa, codificata nel film Gli uccelli del 1963: la narrazione procede "ad imbuto" verso il climax finale a partire da una sommaria descrizione dei personaggi, descrivendo le prime avvisaglie della presenza del nemico animale, per giungere quindi a raccontare i segni inequivocabili del conflitto e il duello finale. La suspense viene tenuta alta rimandando il più possibile la manifestazione del nemico e il suo attacco.

## Opere

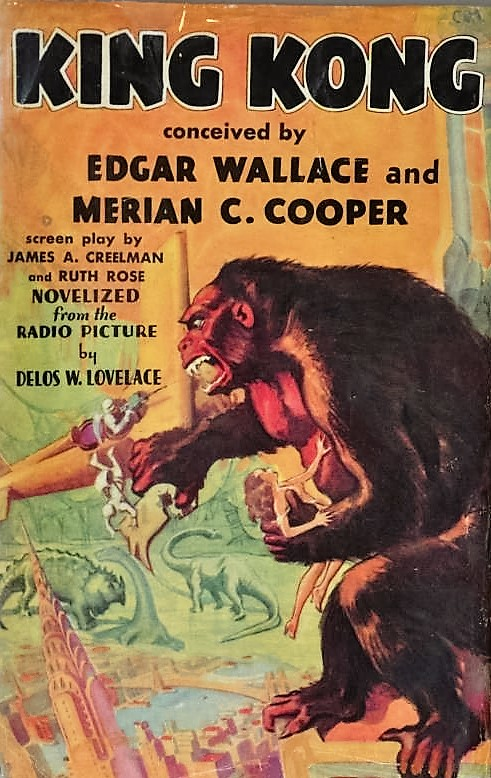
Copertina del romanzo del 1932 tratto dal film King Kong

### Letteratura
Elenco di opere letterarie appartenenti al filone:
- The Terror di Arthur Machen, 1917;
- I gatti di Ulthar (The Cats of Ulthar) di Howard Phillips Lovecraft, 1920;
- Gli uccelli (The Birds) di Daphne du Maurier, 1953.

### Cinema
Elenco di film appartenenti al filone:
- Furia bianca (Naked Jungle 1953) regia di Byron Haskin;
- The Beast with a Million Eyes (1955) regia di David Kramarsky e Roger Corman (non accreditato);
- Gli uccelli (The Birds, 1963) regia di Alfred Hitchcock;
- Il mistero dell'isola dei gabbiani (The Deadly Bees, 1965) regia di Frieddie Francis;
- L'allucinante fine dell'umanità (Konkhu Daisenso, 1969) regia di Kazui Nihonmatsu;
- Willard e i topi (Willard, 1972) regia di Daniel Mann;
- Frogs (1972) regia di George McGowen;
- L'ultima carica di Ben (Ben, 1972) regia di Phil Karlson;
- La notte della lunga paura (Night of the Lepus, 1972) regia di William F. Claxton;
- Fase IV: distruzione Terra (Phase IV, 1974) regia di Saul Bass;
- Bug- Insetto di fuoco (Bug, ) regia di Jeannot Szwarc;
- Lo squalo (Jaws, 1974) regia di Steven Spielberg;
- Il cibo degli Dei (The Food of the Goods, 1975) regia di Bert J. Gordon;
- I carnivori venuti dalla savana (Squirm, 1976) regia di William Girdler;
- Grizzly, l'orso che uccide (Grizzly, 1976) regia di William Girdler;
- Bees: lo sciame che uccide (The Savage Bees, 1976) regia di Bruce Geller;
- Tentacoli (1977) regia di Ovidio G. Assonitis;
- Tintorera (1977) regia di René Cardona Jr.;
- Dogs (1977) regia di Burt Brinkerhoof;
- L'orca assassina (Orca: The Killer Whale, 1977) regia di Michael Anderson;
- Artigli (The Uncanny, 1977) regia di Denis Héroux;
- Claws (1977) regia di Richard Bansbach e Robert E. Pearson;
- Future Animals (1978) regia di William Girdler;
- Il branco (The Pack, 1977) regia di Robert Clouse;
- Swarm (The Swarm, 1978) regia di Irwin Allen;
- Lo squalo 2 (Jaws 2, 1978) regia di Jeannot Szwarc.